# Carl Sigismund Kunth
Carl (Karl) Sigismund Kunth, född 18 juni 1788 i Leipzig, död 22 mars 1850 i Berlin, var en tysk botaniker.
Kunth vistades 1813–1829 i Paris, huvudsakligen sysselsatt med att deltaga i bestämmandet och ordnandet av det rika botaniska material, som Alexander von Humboldt och Aimé Bonpland hemfört från sin under åren 1799–1804 företagna resa till Sydamerika. Därefter verkade Kunth som ordinarie professor i botanik i Berlin och vice direktor för den botaniska trädgården där. Han samlade ett herbarium, innefattande 55 000 arter, vilket efter hans död inlöstes av preussiska staten och kom att utgöra huvuddelen av Berlins botaniska museums generalherbarium.
Hans viktigaste arbeten är de av honom redigerade avdelningarna av Humboldts "Voyage aux régions équinoxiales du Nouveau continent" samt Enumeratio plantarum omnium hucusque cognitarum secundum familias naturales disposita (fem band jämte supplement, 1833–1850), i vilket verk han likväl medhann endast framställningen av de flesta monokotyledonerna.
Auktorsnamnet Kunth kan användas för Carl Sigismund Kunth i samband med ett vetenskapligt namn inom botaniken; se Wikipediaartiklar som länkar till auktorsnamnet.